# Lionel d'Este
Pour les autres membres de la famille, voir Maison d'Este.
Lionel d'Este (en italien Leonello d'Este ou Lionello d'Este) (1407 — 1450) est un condottiere et homme politique italien membre de la Maison d'Este, marquis de Ferrare de 1441 à 1450.

## Enfance et jeunesse
Lionel naît à Ferrare le 21 septembre 1407. Il est l'un des nombreux bâtards de Nicolas III d'Este, né de sa relation avec Stella de' Tolomei dell'Assassino, une jeune femme issue de la grande famille siennoise des Tolomei.
Il est élevé à la cour de Ferrare où il reçoit une éducation soignée. Il y est nourri de modèles antiques comme César ou Scipion par son précepteur Guarino da Verona. En 1422 son père l'envoie parfaire son éducation militaire auprès du condottiere Braccio da Montone. À la mort de ce dernier en 1424, Lionel rentre à Ferrare et prend part à la guerre entre Milan et la ligue vénéto-florentine (1425). La même année, il devient le successeur probable de son père Nicolas III d'Estefait quand celui-ci fait exécuter son fils aîné Ugo pour un adultère commis avec Parisina Malatesta, sa jeune belle-mère et deuxième épouse de son père.
En 1429, Nicolas III, soucieux de consolider son alliance avec Mantoue, négocie les fiançailles de Lionel avec Marguerite de Gonzague. Les termes du contrat exigeant qu'il soit reconnu et officiellement déclaré futur marquis et vicaire de Ferrare, Lionel est légitimé par le pape Martin V le 6 juillet 1430. Désormais destiné à gouverner les états de la Maison d'Este, Lionel poursuit sa formation intellectuelle sous la houlette de Guarino Guarini da Verona, qui lui enseigne la grammaire, la rhétorique, l'histoire, la philosophie et la morale. En 1433, quand Ferrare accueille l'empereur Sigismond venu confirmer la famille dans ses possessions, Lionel est ainsi en mesure de lui présenter un discours en latin.
Avant même d'accéder au pouvoir, il est témoin et acteur des marchandages diplomatiques suscités par les ambitions croisées de Venise et de Milan, puissants voisins qui cherchent à attirer à eux le futur marquis.

## Accession au pouvoir
Le 26 décembre 1441, alors que Lionel est en ambassade à Milan depuis quelques semaines, Nicolas III d'Este décède, peut-être victime d'un empoisonnement. Pendant sa brève agonie, le mourant a eu le temps de rédiger un testament dans lequel il désigne Lionel pour successeur. Le 28 décembre 1441, celui-ci est donc proclamé, par la noblesse ferraraise, seigneur de Ferrare, Modène et Reggio. Ricciardia de Saluces, l'épouse légitime du défunt, qui réclame alors l'héritage au nom de ses fils Hercule et Sigismond, est réduite au silence et contrainte à quitter Ferrare en octobre 1442, tandis que les deux prétendants sont envoyés en ambassade forcée auprès du roi de Naples en 1445.
Le frère de Lionel, Borso, se rend à Reggio et à Modène pour y prendre possession de la ville en son nom et, en échange de sa loyauté, reçoit le Polésine de Rovigo, qui a rejoint les possessions d'Este depuis 1438. Le nouveau seigneur est entouré d'un conseil composé d'anciens conseillers de Nicolas III, qui assure la continuité de la politique du défunt, caractérisée par l'équidistance entre ses puissants et ambitieux voisins : Venise, en quête d'une extension vers la terre ferme et Milan, aux visées expansionnistes pointées sur la Romagne.

## Alliance avec Naples
Cette position médiane devient plus difficile à tenir à partir de 1443, quand le pape Eugène IV, déclarant la guerre à Milan qui est alors gouvernée par Francesco Sforza, ressuscite les tensions sous-jacentes entre Milan et Venise. La Maison D'Este mise alors un temps sur Alphonse d'Aragon, roi de Naples depuis 1442. Un mariage entre Lionel, qui est veuf depuis le décès de Marguerite de Gonzague en 1439, et Marie d'Aragon, fille naturelle d'Alphonse, est ainsi célébré en 1444 et la famille D'Este se retrouve bientôt à servir d'intermédiaire entre Naples et Milan, jusqu'au déclenchement d'une nouvelle guerre entre Milan et Venise, alliée à Florence (1445-1446). Lionel parvient, malgré les appels insistants des belligérants à prendre parti, à conserver une certaine neutralité, ce qui permet à Ferrare d'héberger les pourparlers de paix engagés, en 1447, par le nouveau pape Nicolas V et par Florence, initiative suspendue par la mort, le 13 août 1447, de Filippo Maria Visconti.

## Rapprochement avec les Sforza
Alors que le pouvoir des Visconti se délite, Ferrare participe au dépeçage des dépouilles, s'octroyant Castelnuovo Scrivia et Copiano, tout en favorisant l'ascension de Francesco Sforza et le retour à la paix entre voisins, essentielle au développement de Ferrare.

## Politique intérieure
Lionel s'appuie, pour gouverner, sur son frère Borso et sur ses conseillers, faisant au peuple des concessions destinées à obtenir son appui En 1444, commencent les travaux pour la construction de l'hôpital Santa Anna, destiné aux plus pauvres. Comme d'autres membres de la Maison D'Este avant et après lui, Lionel commande, pour favoriser le développement de l'agriculture, de grands travaux d'assainissement de la plaine du Pô. Les terrains ainsi bonifiés font l'objet d'exemptions fiscales et, en accord avec le clergé, sont épargnés par la dîme. La cour fait vivre les orfèvres et les joailliers et elle attire et protège les marchands vénitiens comme les banquiers et prêteurs juifs.

## Prince philosophe
De son vivant, Lionel bénéficie d'une réputation de sage et d'homme d'état avisé. Ayant reçu une éducation soignée, le marquis de Ferrare continue à fréquenter son mentor, Guarino Veronese, et invite à sa cour des érudits et des humanistes réputés, les soutenant dans leurs recherches et participant même à leurs débats. Leon Battista Alberti, qui lui dédie de nombreux ouvrages, affirme avoir rédigé son De re aedificatoria sous l'impulsion de Lionel. Il le conseille pour le piédestal du monument équestre dédié à son père qui est la première statue équestre de bronze fondue en Occident depuis l'Antiquité.
Pieux et érudit, il développe une véritable réflexion sur les arts et l'humanisme qui est exposée dans le dialogue imaginaire écrit par Angelo Decembrio, De politia litteraria, qui le met en scène parmi un cercle d'humanistes.
Le 17 janvier 1442, il fait rouvrir le Studio ferrarese, lui donne les moyens financiers de fonctionner et y attire des enseignants de renom qui drainent bientôt des étudiants venus de toute l'Europe.

## Patron des arts
Pendant son passage aux affaires, Lionel développe également la Biblioteca Estense, en procédant à de nouvelles acquisitions et en commanditant des copies et des traductions. Il poursuit les constructions, les embellissements, mais aussi les fortifications. Il collectionne les antiquités et les œuvres d'art, qu'il commandite également. Même s'il admire leurs œuvres, il refuse l'aspiration des peintres au génie, rangeant leur talent parmi celui des meilleurs artisans. Ses goûts le portent vers l'esthétique du gothique international. C'est ainsi qu'en 1435, il attire à sa cour Antonio Pisano, dit Pisanello. Celui-ci réalise huit médailles à l'effigie de Lionel, ainsi qu'un tableau pour le palais de Belriguardo et une Vision de saint Antoine et de saint Georges. En 1441, c'est au tour de Iacopo Bellini de rejoindre la cour de Ferrare. Il y gagne le concours qui l'oppose à Pisanello pour le portrait du marquis.
Lionel est probablement représenté en position de donateur, sur la Madonna con Bambino de Iacopo Bellini. En 1449, Andrea Mantegna, invité à Ferrare, exécute lui aussi un portrait de Lionel. Piero della Francesca décore le château de plusieurs cycles de fresques. Les archives gardent aussi trace de plusieurs œuvres commissionnées, autour de 1450, à Roger van der Weyden peut-être par l'entremise du fils de Lionel, Francesco, dépêché à la cour de Bourgogne.
Il n'apprécie pas le luxe tapageur; il s'habille sobrement et privilégie sa collection de petites œuvres d'art: pierres gravées, intailles et médailles. Celles que lui dessina Pisanello entre 1441 et 1444 sont frappées à son effigie et s'agrémentent de dessins subtils et d'inscriptions codées, sources de spéculations intellectuelles. Il en fait frapper plusieurs milliers d'exemplaires qu'il offre à ses courtisans et aux princes. Cet acte innovant sera imité par tous les seigneurs qui comprennent vite le formidable instrument de propagande qu'il représente.
La mode est alors aux tapisseries flamandes, que la famille D'Este collectionne et fait aussi confectionner à Ferrare. En 1441, Lionel fait ainsi appel, pour développer cette activité, à Pietro di Andrea, qui rejoint à Ferrare Giacomo di Angelo qui y a élu domicile depuis 1436. En 1444 arrivent en ville Livino Gigli, de Bruges, et Rinaldo Gualtieri, de Bruxelles.
En 1447, il commande à Angelo Maccagnini da Siena un cycle de panneaux décoratifs représentant les neuf muses, pour son studiolo du palais de Belfiore. Il fait aussi richement décorer le palais del Corte, sa villa de Belriguardo et la sacristie de Santa Maria degli Angeli, une des fondations religieuses de son père.

## Mort et succession
Lionel d'Este meurt le 10 octobre 1450, à l'âge de 43 ans, dans son palais de Belriguardo, après qu'on lui a découvert « un abcès à la tête ». Il est enseveli dans l'église Santa Maria degli Angeli de Ferrare, où reposent nombre de représentants de la Maison D'Este. Il laisse derrière lui un bâtard, Francesco, et un fils légitime, Niccolò, né de sa relation avec Margherita Gonzaga. Son frère Borso d'Este, lui aussi bâtard de Nicolas III, lui succède, en dépit des instructions testamentaires de leur père, qui réservaient la succession à ses descendants légitimes.